# UDP-4-amino-4,6-didezoksi-N-acetil-beta-L-altrozamin N-acetiltransferaza
UDP-4-amino-4,6-didezoksi--acetil-beta--altrozamin -acetiltransferaza (EC 2.3.1.202, PseH) je enzim sa sistematskim imenom acetil-KoA:UDP-4-amino-4,6-didezoksi--acetil-beta--altrozamin -acetiltransferaza. Ovaj enzim katalizuje sledeću hemijsku reakciju
acetil-KoA + UDP-4-amino-4,6-didezoksi--acetil-beta-L-altrosamin {\displaystyle \rightleftharpoons } KoA + UDP-2,4-bis(acetamido)-2,4,6-tridezoksi-beta-L-altropiranoza
Ovaj enzim je izolovan iz Helicobacter pylori. On učestvuje u biosintezi pseudaminske kiseline.

## Literatura
- Nicholas C. Price; Lewis Stevens (1999). Fundamentals of Enzymology: The Cell and Molecular Biology of Catalytic Proteins (Third изд.). USA: Oxford University Press. ISBN 019850229X.
- Eric J. Toone (2006). Advances in Enzymology and Related Areas of Molecular Biology, Protein Evolution (Volume 75 изд.). Wiley-Interscience. ISBN 0471205036.
- Branden C; Tooze J. Introduction to Protein Structure. New York, NY: Garland Publishing. ISBN 0-8153-2305-0.
- Irwin H. Segel. Enzyme Kinetics: Behavior and Analysis of Rapid Equilibrium and Steady-State Enzyme Systems (Book 44 изд.). Wiley Classics Library. ISBN 0471303097.
- William P. Jencks (1987). Catalysis in Chemistry and Enzymology. Dover Publications. ISBN 0486654605.

## Spoljašnje veze
- UDP-4-amino-4,6-dideoxy-N-acetyl-beta-L-altrosamine+N-acetyltransferase+ на 